# Vengeurs
Pour les articles homonymes, voir Vengeur et The Avengers.
Les Vengeurs (« Avengers » en VO, prononcé en anglais : [əˈvɛndʒəz]) est le nom d'une équipe de super-héros évoluant dans l'univers Marvel de la maison d'édition Marvel Comics. Créée par le scénariste Stan Lee et le dessinateur Jack Kirby, l'équipe apparaît pour la première fois dans le comic book Avengers (vol. 1) #1 en septembre 1963. 
L’équipe des Vengeurs est constituée de personnages de fiction déjà apparus précédemment dans d'autres séries de comics.
En France, la série homonyme est publiée pour la première fois par Arédit/Artima dans Eclipso no 15 (août 1971), même si les personnages avaient déjà fait quelques apparitions sporadiques dans d'autres séries éditées chez Lug depuis 1970.
Le nom des « Vengeurs » a été utilisé dans toutes les traductions françaises de la série jusqu'en 2012, date de la sortie du film Avengers inspiré de la bande dessinée ; les nouvelles traductions ont alors commencé à utiliser le terme « Avengers » afin de se conformer au titre français du film.
Dans les tout premiers épisodes de la série, le groupe est formé des super-héros Hulk, Thor, Iron Man, l'Homme-fourmi et la Guêpe, tous créés par Stan Lee et Jack Kirby dans les années 1960. L'équipe est cependant vite devenue évolutive, et son effectif est régulièrement renouvelé par les auteurs. Les Vengeurs ont été rejoints au fil des années par de très nombreux autres personnages de Marvel comics, parmi lesquels Captain America, Œil-de-faucon, la Veuve noire, la Sorcière rouge, la Vision, la Panthère noire, etc.
Réunis dans l'univers cinématographique Marvel à partir du film Avengers (2012), l'équipe originale (dans le MCU) est constituée de Tony Stark (Iron Man), Steve Rogers (Captain America), Bruce Banner (Hulk), Thor, Natasha Romanoff (la Veuve noire) et Clint Barton (Œil-de-faucon).

## Historique
L'historique des Vengeurs est complexe, puisque l'histoire du groupe se déroule depuis 1963. Comme c'est souvent le cas avec les comics américains, le scénariste, avec parfois l'aide du dessinateur, transforme peu à peu les personnages et le groupe, sous la supervision de l'éditeur.

### Origines (1963)
Dans un premier temps, l'équipe des Vengeurs était la réponse de Marvel Comics à son principal concurrent (les éditions DC Comics) qui publiait une bande dessinée mettant en scène les héros majeurs de la compagnie : la Ligue de justice d'Amérique (« Justice League of America »).
L'équipe originelle des Vengeurs comprenait :
- Anthony « Tony » Stark, alias Iron Man ;
- Thor Odinson, alias Thor ;
- Robert Bruce Banner, alias Hulk (il quitte l'équipe dès le 2e épisode);
- Henry « Hank » Pym, alias l'Homme-Fourmi ;
- Janet Van Dyne, alias la Guêpe ;
- Steven « Steve » Rogers, alias Captain America (bien qu'il n'apparaisse seulement qu'au 4e épisode, il est considéré comme un membre originel par les autres membres de l'équipe).

Mais, avec son style bien personnel, Marvel tentait d'insuffler aux Vengeurs ce qui faisait sa caractéristique : les problèmes personnels des héros. Devant l'évident conflit d'avoir des personnages comme Thor qui vivrait de graves problèmes à la fois dans son propre comics et dans les Vengeurs, Stan Lee a opté, à partir du numéro 16, pour la mise en place de ce qu'on appelle généralement des « seconds couteaux », soit des héros un peu moins importants n'ayant pas de titre propre et pouvant donc évoluer à plus grande allure dans l'histoire des Vengeurs. C'est ce qui a occasionné l'arrivée d'anciens méchants reconvertis comme Œil-de-Faucon, Pietro et Wanda Maximoff.

### Expansion (années 1960 et 1970)
Au fil des histoires, plusieurs seconds couteaux (et quelques grands héros) se sont greffés aux Vengeurs. Wonder Man (accueilli au #9, bien qu'à l'époque, il fut une taupe au service de l'ennemi et laissé pour mort), le Swordsman (Jacques Duquesne, #20), le dieu Hercule (#38), la Panthère noire (T'Challa, #52), la Vision (#58), le Chevalier noir (Dane Whitman, #71), Mantis (#114), Dragon-lune (#137), le Fauve (membre également des X-Men #137), Hellcat (#151), Jocaste (#170), Miss Marvel (Carol Danvers, #183), le Faucon (#184), Tigra (#211), Miss Hulk (#221), Captain Marvel II (Monica Rambeau, #227) et Starfox (héros des Éternels de Titan, #232).
Selon le cours des aventures, les membres d'origine reviennent et repartent également, par exemple au #100 (mars 1972) l'équipe est exceptionnellement composée de: 
- Iron Man;
- Thor;
- Hulk;
- L'Homme-Fourmi;
- La Guêpe;
- Captain America;
- Le Chevalier noir;
- Black Panther;
- La sorcière Rouge;
- Œil de faucon;
- VIf-Argent;
- Vision;
- Hercules;
- Swordsman;

Le statut de certains membres est différent : certains étant des membres à part entière, d'autres des alliés ou des réservistes. Ces années-là sont aussi l'occasion de partager des aventures avec leur équivoque de la Terre-712 : l'Escadron suprême.
Parmi les alliés de l'époque, mentionnons les Gardiens de la Galaxie venus du futur, et Two-Gun Kid (en) venu du passé (du Far West, précisément).

### Les Vengeurs de la côte ouest (1984-1993)
À un moment précis de leur histoire, au milieu des années 1980, après l'épisode des Guerres Secrètes, les Vengeurs (alors dirigés par la Vision) ont cru utile d'ouvrir une « succursale » sur la côte ouest des États-Unis (l'équipe originale étant basée, comme à peu près tous les personnages de Marvel, à New York).
L'histoire des deux équipes, les Vengeurs (« Avengers », « A ») et les Vengeurs de la côte ouest (« West Coast Avengers », « WCA »), est étroitement liée pour plusieurs années. C'est Œil-de-Faucon qui dirigera l'équipe des Vengeurs de la côte ouest d'abord composée par Oiseau moqueur, Tigra, Iron Man et Wonder Man.
À cette époque, les recrues des deux équipes furent : la Chose (des Quatre Fantastiques, WCA, #4), Namor (A, #264), Firebird (WCA, #4), le Docteur Druid (A, #278), Mr Fantastique et la Femme invisible (des Quatre Fantastiques, A, #300), Gilgamesh (des Éternels de la Terre, A, #300), Quasar (A, #305), Circé (des Éternels de la Terre, A, #314), Manta (A, #319), Rage (A, #329), l'Homme-sable (A, #329), Spider-Man (A, #329), Crystal (A, #337), Thunderstrike (A, #374), Deathcry (A, #363), Swordsman III et Magdalene (A, #357), U.S. Agent (WCA, #44), Human Torch (WCA, #50), l'Éclair vivant (WCA, #74), Spider-Woman II (WCA, #74) et Masque (double robotique de Madame Masque) (A, #393).
À la même époque, John Byrne, alors responsable de la série West Coast Avengers, créa Les Vengeurs des Grands Lacs (« Great Lakes Avengers », WCA, #46). En fait, à peu près tous les super-héros de l'époque ont fait partie des Vengeurs, ou bien ont été un de leurs alliés occasionnels, sans parler des grands rassemblements de super-héros (comme la Croisade Cosmique ou les Guerres Secrètes).
La fin de l'équipe donnera lieu à la formation d'une nouvelle financée par Tony Stark, Force Works (publication de juillet 1994 à févier 1996).

### Heroes Reborn(1996-1997)
En 1995, arrivent deux des événements les plus controversés de l'histoire de ce groupe : Avengers: The Crossing and Timeslide (crossing signifie « trahison » en français) et Onslaught en 1996. Dans le premier cas, des personnages importants du groupe sont éliminés ou très modifiés (Iron Man, la Guêpe, Œil-de-faucon, etc.), dans une histoire échevelée et à la limite de la logique. Dans le second, tout le groupe ou presque se sacrifie pour sauver la Terre. C'est la fin de Avengers (vol. 1).
Onslaught avait un but arrêté : rendre les Vengeurs disponibles pour une restructuration dans la ligne Heroes Reborn. Ils furent confiés en 1996 à l'un des auteurs les plus courus (mais aussi les plus décrié) de l'époque : Rob Liefeld. Avengers (vol. 2) dura treize numéros, le temps nécessaire à Marvel pour réaliser le peu de succès commercial de cette nouvelle orientation. De nombreux fans boudèrent le titre, sans être totalement remplacés par ceux qui aimaient Liefield.
Dans la dimension de poche Contre-Terre créée par Franklin Richards, les Vengeurs sont composés de :
- Captain America (Steve Rogers)
- La Sorcière rouge (Wanda Maximoff)
- Vision
- Œil-de-Faucon (Clint Barton)
- Swordsman
- Hellcat (Patsy Walker)
- Thor

### Heroes Return(1998)
Marvel engagea ensuite deux légendes pour reprendre le titre et le retour des héros dans l'univers Marvel classique à l'occasion de l'évènement Heroes Return : Kurt Busiek et George Pérez. Ainsi débute Avengers (vol. 3) (1998). De cette époque surgirent encore de nouveaux Vengeurs : Justice (Vance Astrovik) et Firestar (Angelica Jones) (anciens membres des New Warriors), Triathlon (Delroy Garrett Jr.), Silverclaw (Maria De Guadalupe Santiago), le Valet de Cœur (Jonathan Hart), l'Homme-Fourmi II (Scott Lang) et Captain Britain II (Kelsey Leigh) jusqu'à Avengers: Finale #1 (novembre 2004).
Les Vengeurs sont composés à l'origine de :
- Captain America (Steve Rogers)
- Thor
- Iron Man (Tony Stark)
- Œil de Faucon (Clint Barton)
- Warbird (Carol Danvers)
- Sorcière rouge (Wanda Maximoff)
- Vision

### Avengers Disassembled(2004)
Fin 2004, Marvel récidive avec une autre histoire-choc qui secoue les Vengeurs : Avengers Disassembled, qui verra une nouvelle dissolution du groupe à la suite de la « mort » (bien qu'être mort soit très rarement durable chez Marvel) de plusieurs de ses membres : Thor disparaît, l'Homme-fourmi II est tué lors de l'explosion du Valet de Cœur, la Vision est détruit par une Miss Hulk enragée, Œil-de-Faucon se sacrifie en faisant exploser un vaisseau Kree… L'hécatombe est causée par l'une des leurs, Wanda Maximoff, alias la Sorcière rouge. Devant l'ampleur du drame (et des ennuis financiers), le groupe se dissout tandis que Wanda est récupérée dans un coma apparent par son père, Magnéto.

### Les Nouveaux Vengeurs et le schisme deCivil War(2005-2006)
En 2005, naissent sous la plume de Brian Michael Bendis les Nouveaux Vengeurs (« New Avengers ») ; ils renouvellent le concept de regrouper les héros les plus puissants dans une même équipe (un retour aux sources et une volonté, à l'origine, de reprendre le principe de la Ligue de justice d'Amérique (JLA) de DC).
L'équipe inclut :
- Captain America (Steve Rogers);
- Iron Man (Tony Stark);
- Spider-Man (Peter Parker);
- Luke Cage ;
- Spider-Woman (Jessica Drew) ;
- Wolverine (James Howlett);
- Sentry (Robert Reynolds);
- Ronin (Maya Lopez apparue dans la série Daredevil sous le pseudonyme d'Echo).

Dans le même temps, est aussi apparue une déclinaison adolescente de l'équipe dans le titre Young Avengers, scénarisée par Allan Heinberg.
L'équipe inclut : 
- Wiccan  (Billy Kaplan);
- Hulkling (Teddy Altman);
- Iron Lad (Nathaniel Richards);
- Hawkeye (Kate Bishop) ;
- Stature (Cassandra Lang) ;
- Patriote (Eli Bradley);
- Speed (Tommy Shepherd).

À la suite du crossover Civil War, les membres de l'équipe se partagent entre ceux favorables au recensement (la loi Super-Human Registration Act) menés par Iron Man (Tony Stark), et ceux qui y sont opposés menés par Captain America (Steve Rogers).
Finalement, le camp des pro-recensement gagne la guerre civile.

### Les Puissants Vengeurs et l'Invasion Secrète(2007-2008)
Peu après Civil War, Tony Stark reforme une équipe officielle, enregistrée donc légale. Il s'agit des Puissants Vengeurs (« Mighty Avengers »).
L'équipe inclut :
- Iron Man (alors directeur du SHIELD) ;
- Miss Marvel (Carol Danvers, leader sur le terrain) ;
- la Guêpe ;
- Arès, remplaçant le dieu Thor ;
- Sentry ;
- la Veuve noire ;
- Wonder Man.

Une autre équipe se forme (officieusement) en parallèle, sous le nom des Vengeurs Secrets (« Secret Avengers »). Elle regroupe les membres dissidents qui ont soutenu Captain America jusqu'à sa mort.
L'équipe inclut :
- Captain America (chef de l'équipe jusqu'à sa mort durant les événements de Civil War) ;
- Luke Cage (chef de l'équipe après la disparition de Captain America) ;
- Spider-Man ;
- Spider-Woman ;
- Wolverine ;
- Docteur Strange ;
- Iron Fist ;
- Ronin II (Clint Barton) ;
- Maya Lopez, qui abandonna le costume de Ronin.

Docteur Strange fut blessé et se retira, tout comme Maya Lopez.
Les Puissants Vengeurs et les Vengeurs Secrets coopérèrent pour repousser l'invasion des Skrulls. L'affrontement final eut pour conséquence le trépas de Janet Van Dyne (la Guêpe) ; les personnages capturés par les Skrulls pendant des années furent libérés et revinrent sur Terre (comme Jarvis et Hank Pym).

### Dark Avengers etSiege(2009-2010)
Norman Osborn profita des conséquences directes de l'invasion Skrull pour déstabiliser la position et l'image de Tony Stark et de son équipe. Le SHIELD fut dissous et Stark renvoyé, tandis qu'Osborn prenait position dans sa nouvelle organisation, le HAMMER.
Seuls deux membres des Vengeurs restèrent volontairement sous la coupe d'Osborn. Ce dernier, contrôlant désormais du fait de sa position l'ensemble des ressources en matière de super-humains, remit sur pied une équipe, pour le moment surnommée les Dark Avengers, copie de la fameuse équipe. Sa composition reprend la même formule que celle des Thunderbolts : des « anciens » super-vilains se faisant passer pour des héros.
L'équipe inclut :
- « Iron Patriot (en) » (en réalité Norman Osborn, alias le Bouffon vert, utilisant une vieille armure basée sur celle d'Iron Man et War Machine, mais repeinte aux couleurs du drapeau américain) ;
- Arès, le dieu de la guerre ;
- Sentry ;

et des agents ayant repris la place et l'identité d'anciens Vengeurs :
- « Œil-de-Faucon » (le Tireur, portant le costume de Clint Barton) ;
- « Miss Marvel » (Opale, portant le costume de Carol Danvers) ;
- « Captain Marvel » (Noh-Varr) ;
- « Spider-Man » (Venom dont le corps fut modifié par des médicaments pour ressembler à la silhouette de Peter Parker) ;
- « Wolverine » (en fait son fils, Daken).

Lors d'évènements étranges à travers le globe et d'apparitions de la Sorcière rouge (il s'agissait en fait de Loki), d'anciens membres des Vengeurs se retrouvèrent et formèrent une deuxième équipe plus ou moins hors-la-loi, mais en tout cas non officielle : les Puissants Vengeurs (« Mighty Avengers »).
L'équipe inclut :
- Hank Pym (sous l'alias de la Guêpe / The Wasp, et utilisant un équipement amélioré) ;
- U.S. Agent ;
- Hercule ;
- Amadeus Cho ;
- la Vision des Young Avengers ;
- Stature des Young Avengers ;
- Jocaste ;
- Jarvis.

Ensemble, ils luttèrent avec Iron Man et Hulk contre le dieu Chthon, réincarné dans le corps de Vif-Argent, qui intégra ensuite l'équipe.

### L'âge héroïque des Vengeurs (2010)
À la chute de Norman Osborn, Steve Rogers (Captain America) reprit la place vacante de directeur de la Sécurité nationale. Il créa plusieurs équipes de Vengeurs :

#### Les Vengeurs de Maria Hill
Les Vengeurs sont basés dans la tour des Vengeurs et menés par Maria Hill. Leur première mission consiste à empêcher Kang le conquérant de détruire le continuum spatio-temporel.
L'équipe inclut :
- Iron Man ;
- Thor ;
- Captain America (James « Bucky » Barnes) ;
- Œil-de-faucon (Clint Barton) ;
- Spider-Man ;
- Spider-Woman (Jessica Drew) ;
- Wolverine ;
- le Protecteur (Noh-Varr, ancien Marvel Boy).

#### Les Nouveaux Vengeurs de Luke Cage
Les Nouveaux Vengeurs (« New Avengers ») sont basés dans le Manoir infini des Vengeurs et menés par Luke Cage.
L'équipe inclut :
- Œil-de-faucon ;
- Oiseau moqueur ;
- Wolverine ;
- Miss Marvel (Carol Danvers) ;
- la Chose ;
- Spider-Man ;
- Iron Fist ;
- le Docteur Strange ;
- Jessica Jones (femme de Luke Cage) ;
- Victoria Hand (coordinatrice de Steve Rogers) ;
- Daredevil (rejoint les Nouveaux Vengeurs pour défendre la ville de New York, dans la tourmente de Fear Itself).

#### Les Vengeurs Secrets
Les Vengeurs secrets (« Secret Avengers ») sont destinés à aider les autres Vengeurs dans des missions secrètes à travers le monde.
L'équipe inclut :
- Steve Rogers ;
- Sharon Carter ;
- le Fauve (expert scientifique et technologique de l'équipe) ;
- la Valkyrie (Brunhilde, une Asgardienne servant de « gros bras ») ;
- la Veuve noire (espionne) ;
- Eric O'Grady, l'Homme-Fourmi (infiltrateur) ;
- Moon Knight ;
- Œil-de-faucon (Clint Barton) ;
- War Machine (force de frappe).

#### L'Académie des Vengeurs
L'Académie des Vengeurs est un centre de formation pour d'anciennes jeunes recrues de Norman Osborn destinées à devenir la relève des super-héros :
- les Vengeurs « professeurs » : la Guêpe II (Hank Pym), Tigra, Vif-Argent, Justice et Speedball ;
- les élèves : Empire, Cuirasse, Voile, Finesse, Foudre, Hazmat et Reptil.

### Avengers Assemble(2012-2014)
Une nouvelle série, Avengers Assemble, est lancée en mars 2012 à l'occasion de la sortie du film Avengers. L'équipe présentée dans le no 1 était la même que dans le film, puis a évolué et varié pour chaque mission des Avengers.
La série est utilisée pour les crossovers de Marvel Age of Ultron (en) (2013) et Inhumanity (en) (2013-2014).
Les huit premiers numéros ont été écrits par Brian Michael Bendis et les suivants et le numéro annuel par Kelly Sue DeConnick. La série s'achève en mars 2014.

### Uncanny Avengers (2012-2014)
Steve Rogers forme une nouvelle équipe, lAvengers Unity Squad. Après les événements de Avengers vs X-men, Captain America rassemble une équipe à moitié mutante, afin de combattre la haine anti-mutants de plus en plus présente. Il confie les rênes de cette équipe au mutant Havok, frère de Cyclope (incarcéré depuis les événements cités plus haut), dans l'espoir de montrer que humains et mutants peuvent travailler ensemble. De son côté, crâne rouge a récupéré le cerveau de Charles Xavier et déclare qu'il l'utilisera pour éradiquer la menace mutante.
L'équipe Avengers Unity Squad inclut :
- Havok (Alex Summers) ;
- Thor ;
- Malicia (Anna Marie) ;
- Sorcière rouge (Wanda Maximoff);
- Captain America (Steve Rogers) ;
- Wolverine ;

Ils seront rejoints par: 
- Feu du soleil
- La Guêpe
- Wonder Man

### Cinquième sérieAvengers(2013-2015)
En décembre 2012 (numéro daté de février 2013), Brian Bendis quitte l'écriture de la série Avengers et le scénariste Jonathan Hickman entame l'écriture d'une nouvelle série bihebdomadaire Avengers ainsi que de la troisième série New Avengers.
L'équipe formée de:
- Captain America (Steve Rogers)
- Iron Man (Tony Stark)
- Œil-de-Faucon (Clint Barton)
- La Veuve Noire (Natasha Romanova)
- Thor
- Hulk (Bruce Banner)
- Spider-Man (Peter Parker)
- Captain Marvel (Carol Danvers)
- Wolverine (Logan)
- Spider-Woman (Jessica Drew)

est rapidement rejointe par:
- Rocket (Sam Guthrie)
- Solar (Roberto Da Costa)
- Manifold (Eden Fesi)
- Shang-Chi (Zheng Shang-Chi)
- Falcon (Sam Wilson)
- Smasher (Isabel "Izzy" Kane)
- Hyperion (Marcus "Marc" Milton)
- Captain Universe (Tamara Devoux)

Les Avengers recrutent de nouveaux membres afin d'élargir leur sphère d'influence à un niveau mondial. Leur première mission les emmène sur Mars mais les secrets du Jardin vont les renvoyer tout droit en Terre Sauvage. Quand la Garde Impériale Shi'ar est battue sur une Lune morte, les Vengeurs traversent la galaxie pour affronter leurs agresseurs.
Pendant ce temps, la Panthère noire fait une découverte terrifiante : la Terre sera bientôt détruite. Pour tenter de contrer cette menace imminente, il décide de réunir les Illuminati : Captain America, le Docteur Strange, Iron Man et Namor répondent à l'appel.

### All-New, All-Different Avengers(2015-2016)
À la suite de l'évènement Secret Wars, les Avengers se rassemblent à nouveau lors de la relance All-New All-Different Marvel (en). La nouvelle formation est composée de Iron Man, la Vision, Captain America (Sam Wilson), Thor (Jane Foster), Miss Marvel (Kamala Khan), Nova (Sam Alexander) et Spider-Man (Miles Morales).
Elle se concentre essentiellement sur la lutte contre Kang le conquérant, mais fait aussi partie du crossover Avengers : L'Affrontement et prend part à Civil War II. Elle est publiée en France par Panini dans le mensuel All-New Avengers (13 numéros). Elle prend fin à la suite de Civil War 2, se séparant en deux groupes, les Avengers et les Champions.
Elle n'est pas la seule à porter le nom « Avengers » pendant sa publication, il y a aussi Les Nouveaux Vengeurs et les Uncanny Avengers.
Le Soldat de l’hiver découvre que la charmante ville de Pleasant Hill recèle un secret qui met en danger tous les surhumains de l'univers Marvel. Il en informe Captain America et les Avengers, qui s'opposent alors aux machinations de Maria Hill. Mais dans l'ombre, le Baron Zemo espère profiter de la confusion occasionnée pour tirer son épingle du jeu.

### Sixième sérieAvengers(2017-2018)
Après All-New, All-Different Avengers, une nouvelle série bihebdomadaire est lancée en novembre 2016 (#1 et 1.1 datés de janvier 2017). La série devient mensuelle à partir du #6 daté de juin 2017. À partir du #12 daté de décembre 2017, les comics reviennent à la numérotation originale de la série, du #671 (no 11) au #690 (no 30).
La nouvelle formation est composée de Captain America (Sam Wilson), Thor (Jane Foster), Hercule, la Guêpe (Nadia Pym), la Vision et Spider-Man (Peter Parker). Ils seront rejoints par Victor Fatalis sous une armure d'Iron Man avant l’événement Secret Empire.
Suivi par le cross-over Worlds Collide (no 672 à 674) avec le titre Champions (Vol.2 no 12 à 15) d'octobre à décembre 2017.
À partir du no 675, l'arc Avengers: No surrender commence jusqu'au no 690. La Terre a été volée! Le ciel brûle tandis que de mystérieux objets cosmiques s'écrasent, faisant des ravages à travers le monde ! Les différentes équipes d'Avengers se réunissent pour faire face à une menace au-delà de toutes celles auxquelles elles ont été confrontées auparavant.

### Septième sérieAvengers(2018-2023)
À partir de mai 2018 (numéro daté de juillet 2018), la numérotation de Avengers reprend au #1 avec une nouvelle équipe artistique.
Une dernière armée de Célestes est sur le point d'envahir la Terre et l'humanité semble condamnée. C'est pour cette raison que Captain America (Steve Rogers), Iron Man (Tony Strak) et Thor (Odinson) doivent reformer l'équipe.
Parmi les acolytes des trois héros, figurent des personnages mis sur le devant de la scène sur le grand ou le petit écran, comme la Panthère noire et Captain Marvel (Carol Danvers) de l'équipe Ultimates, le Docteur Strange (Stephen Strange), le nouveau Ghost Rider (Roberto Reyes) et Miss Hulk (Jennifer Walters). Ils sont rejoints par Blade (Eric Brooks) puis la Veuve Noire (Natacha Romanoff) sous le nom de "War Widow".
La série sera ensuite marquée par l’évènement War of the realm (« La Guerre des Royaumes » en français), également écrit par Jason Aaron.

### Huitième sérieAvengers(2023-...)
À partir de mai 2023 (numéro daté de juillet 2023), The Avengers reprend au #1 avec une nouvelle équipe artistique.
l'équipe comprend:
- Thor
- Iron Man (Tony Stark)
- Vision
- La sorcière rouge (Wanda Maximoff)
- Captain America (Sam Wilson)
- Panthère Noire (T'Challa)

## Version alternative

### The Ultimates
En 2002, Mark Millar, notamment connu pour son travail scénaristique sur Authority, rebâtit une équipe du nom des Ultimates. C'est l'équipe des Vengeurs de l'Âge d'or des comics qui est reconstituée sous l'égide du SHIELD, un peu comme quand Rob Liefeld et son studio l'avaient tenté avec la version Heroes Reborn.
Le ton est toutefois extrêmement différent. Le scénario est résolument adulte, marqué par l'actualité américaine et notamment par la vague sécuritaire issue des événements du 11 septembre 2001. La critique adressée au pouvoir en place est brutale, et finalement extrêmement surprenante dans le cadre d'un comic-book Marvel. La maturité des thèmes abordés est d'autant plus étonnante que le projet de Marvel, avec les différentes séries de l'univers Ultimate Marvel (Ultimate Fantastic Four, Ultimate Spider-Man, etc.) est de séduire le nouveau lectorat (dont les enfants et adolescents) perdus dans les quarante années de continuité de l'univers Marvel.

## Composition de l'équipe

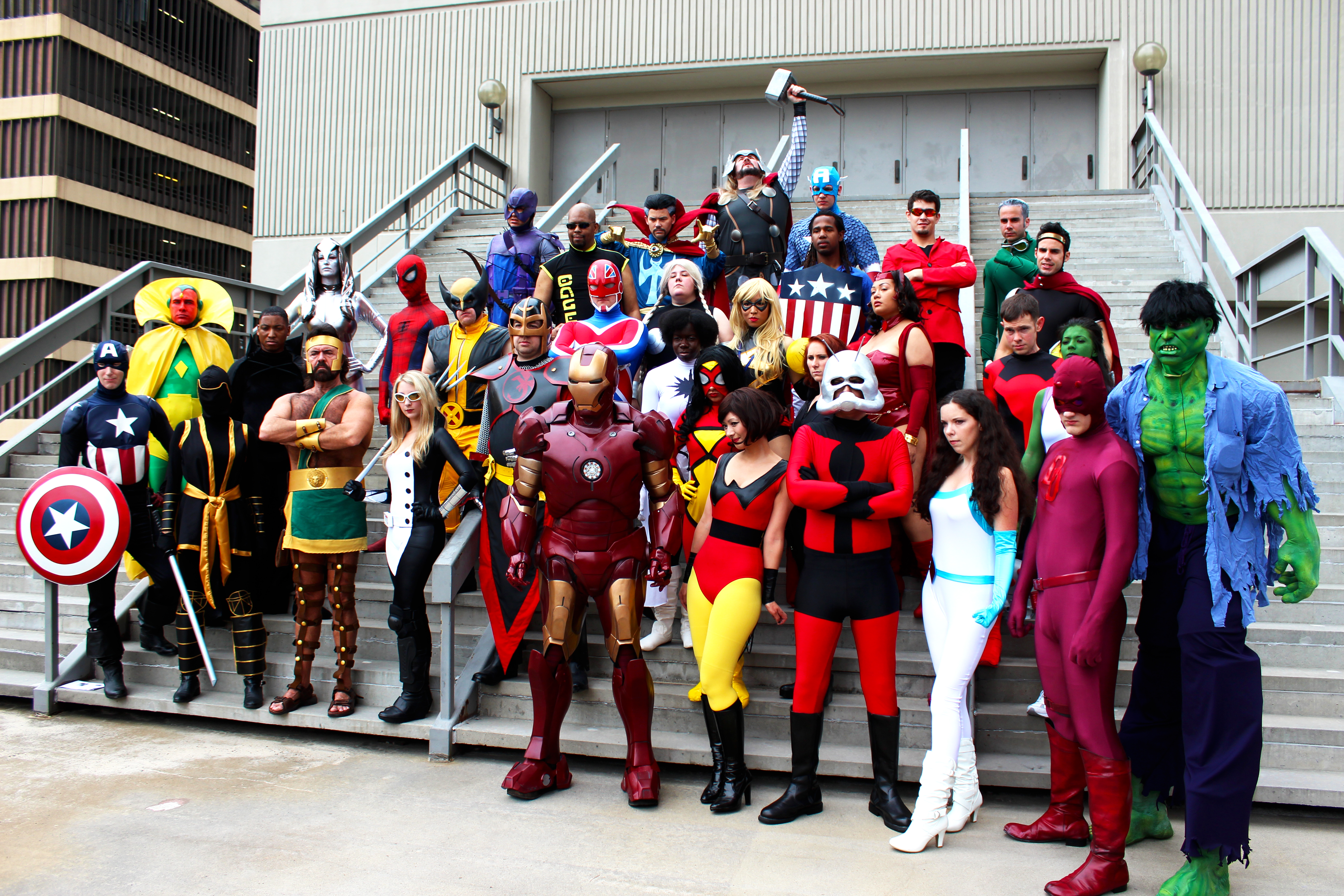
Cosplays des principaux membres successifs des Vengeurs.

On remarque que, si le nombre réel de Vengeurs est toujours compris entre quatre et dix, le nombre total de ceux qui ont été Vengeur un jour est bien plus important. Cela fit même l'objet d'une autoparodie, où tous les membres des Vengeurs le restaient.

### Équipe originelle (comics)
- Donald Blake, alias Thor.
- Anthony « Tony » Stark, alias Iron Man.
- Bruce Banner, alias Hulk.
- Henry « Hank » Pym, alias l'Homme-fourmi (Ant-Man).
- Janet Van Dyne, alias la Guêpe (Wasp).

### Membres ultérieurs
- Steven « Steve » Rogers, alias Captain America (premier membre en dehors des fondateurs).
- Pietro Maximoff, alias Vif-Argent (Quicksilver).
- Wanda Maximoff, alias la Sorcière rouge (Scarlet Witch).
- Clinton « Clint » Barton, alias Œil-de-faucon (Hawkeye).
- Hercule (Hercules).
- T'Challa, alias la Panthère noire (Black Panther).
- L’androïde Vision
- Dane Whitman, alias le Chevalier noir (Black Knight).
- Natalia « Natasha » Romanoff, alias la Veuve noire (Black Widow).
- Mantis
- Henry « Hank » McCoy, alias le Fauve (Beast).
- Heather Douglas, alias Dragon-lune (Moondragon).
- Jacques Duquesne, alias Swordsman.
- Mar-Vell, alias Captain Mar-Vell.
(membre honoraire à titre posthume)[10]
- Patsy Walker, alias Hellcat.
- Two-Gun Kid (en)
- Simon Williams, alias Wonder Man.
- Robert Frank, alias Bolide (Wizzer).
- Carol Denvers, alias Miss Marvel ou Warbird.
- Samuel « Sam » Wilson, alias le Faucon (Falcon).
- Tyrone Johnson, alias la Cape (Cloak).
- Tandy Bowen, alias l'Épée (Dagger).
- Le robot Jocaste (Jocasta).
- Greer Grant Nelson, alias Tigra.
- Jennifer Walters, alias Miss Hulk (She-Hulk).
- Monica Rambeau, alias Captain Marvel II.
- Éros, alias Starfox.
- Barbara « Bobbi » Morse-Barton, alias Oiseau moqueur (Mockingbird).
- James « Jim » Rhodes, alias War Machine.
- Benjamin « Ben » Grimm, alias la Chose.
- Bonita Juarez, alias Firebird.
- Marc Spector, alias Moon Knight.
- John Walker, alias U.S. Agent.
- L’androïde Human Torch (Jim Hammond).
- Miguel Santos, alias l'Éclair vivant (Living Lightning).
- Julia Carpenter, alias Spider-Woman II.
- Le robot X-51, alias Machine Man.
- Christopher Powell, alias Darkhawk.
- Namor Mackenzie, alias Namor (Sub-Mariner).
- Anthony Lugdata, alias Docteur Druid (Doctor Druid).
- Marrina Smallwood, alias Marina (Marrina).
- Ravonna Lexus Renslayer, alias Ravonna (en) ou Terminatrix.
- Rita DeMara, alias Pourpoint Jaune II (YellowJacket).
- Dennis Dunphy, alias Demolition Man.
- Forgotten One ou Gilgamesh.
- Red Richards (Reed Richards), alias Mr Fantastique (Mr. Fantastic).
- Jane Richards (Sue Storm, puis Sue Storm-Richards), alias la Femme invisible (Invisible Woman).
- Wendel Vaughn, alias Quasar.
- Ashley puis Bertha Crawford, alias Big Bertha (en).
- Dinah Soar (en)
- DeMarr Davis, alias Doorman (en).
- « Matt », alias Flatman (en).
- Craig Hollis, alias Mr. Immortal (en).
- Gene Lorrene, alias Leather Boy.
- Doreen Green, alias Squirrel Girl, avec Monkey Joe et Tippy-Toe.
- Grasshopper (en)
- Circé (Sersi, anciennement Circe).
- Peter Parker, alias Spider-Man.
- Walter Newell, alias Manta (Stingray).
- Elvyn Daryl Holiday, alias Rage.
- William Baker, alias l'Homme-sable (Sandman).
- Crystal Amaquelin Maximoff, alias Crystal.
- Eric Masterson, alias Thunderstrike.
- Philip Jarvett, alias Swordsman III.
- Magdalene (en)
- Sharra Neramani, alias Deathcry.
- Guillietta Nefaria, alias Madame Masque.
- Vance Astrovick, alias Marvel Boy IV.
- Angela Jones, alias Firestar.
- Delroy Garret, alias Triathlon (en).
- Maria de Guadalupe Santiago, alias Silverclaw.
- James Howlett (véritable identité), dit Logan, alias Wolverine.
- Jonathan « Jack » Hart, alias le Valet de Cœur (Jack of Hearts).
- Scott Lang, alias l'Homme-fourmi II (Ant-Man II).
- Kesley Shorr Leigh, alias Captain Britain II.
- Kamala Khan, alias Miss Marvel.
- Sam Alexander, alias Nova.
- Miles Morales, alias Spider-Man.
- Jane Foster, alias Thor.
- Sam Wilson, alias Captain America
- Ororo Munroe, alias Tornade
- Shiro Yoshida, alias Feu du soleil
- Shang-Chi
- Elektra Natchios alias Elektra
- Wade Wilson alias Deadpool
- Malicia
- Psylocke (Kwannon)
- Alex Summers alias Havok

## Bases
Source : Marvel-world
Les Vengeurs
- la Tour des Avengers ou Tour Stark (en) (Stark Tower, Midtown Manhattan, New York, État de New York, États-Unis)
- le Manoir des Vengeurs (en) ou Ambassade des Vengeurs (Avengers Mansion, 890 Cinquième Avenue, Manhattan, New York)
- le Gem Theater (42e Rue, Times Square, Manhattan, New York)
- la Résidence des Vengeurs (sur le site de l'Académie des Vengeurs, au 1800 Palos Verdes Drive, Palos Verdes, Californie, États-Unis)
- le laboratoire de recherche d'Hank Pym (Crofton University, Washington DC, États-Unis)

Autrefois : l'Hydrobase ou Île des Vengeurs (Baie d'Hudson, New York, États-Unis) ; l'Enceinte des Vengeurs (sur le site du Manoir des Vengeurs) ; le Phare (station spatiale en orbite autour de la Terre) et un autre satellite artificiel (ceinture d'astéroïdes du système solaire, entre les planètes Mars et Jupiter)
Autres équipes :
- Les Vengeurs secrets : la Cache des Avengers (Brooklyn, New York) ; autrefois « l'Appartement des Avengers » (Upper West Side, Manhattan, New York), le Saint des Saints (en) du Docteur Strange (Sanctum Sanctorum, 177A Bleecker Street, Greenwich Village, Manhattan, New York)
- Les Vengeurs de la Côte Ouest : actuellement aucune ; autrefois, la Résidence des Vengeurs (1800 Palos Verdes Drive, Palos Verdes, Californie)
- Les Vengeurs de Pym : le Manoir infini des Vengeurs (espace interdimensionnel relié à d'innombrables dimensions)

## Équipement
Le Quinjet (en), un jet technologiquement avancé et un avion de transport de passagers, créé au départ par le Wakanda Design Group (le « Groupe de design wakandais » en VF) présidé par T’Challa, alias la Panthère noire ; T'Challa fut d’ailleurs l’un des principaux concepteurs de l’appareil. Le Quinjet est plus tard fabriqué par le SHIELD et Tony Stark (Iron Man) développe également ses propres versions de l’appareil.
Le Quinjet est principalement utilisé par l'équipe des Vengeurs mais l'a aussi été par celle des Champions de Los Angeles. L'appareil fait sa première apparition dans le comic book The Avengers #61 (février 1969), scénarisé par Roy Thomas et dessiné par John Buscema.

## Apparitions dans d'autres médias

### Cinéma
- 2012 : Avengers (Marvel's The Avengers) de Joss Whedon, avec Robert Downey Jr., Chris Evans, Chris Hemsworth, Jeremy Renner, Scarlett Johansson, Mark Ruffalo,  Samuel L. Jackson, Cobie Smulders et Tom Hiddleston.

Ce film conclut la première phase de l'univers cinématographique Marvel dans laquelle on trouve aussi les films Iron Man, L'Incroyable Hulk, Iron Man 2, Thor et Captain America: First Avenger.
- 2015 : Avengers : L'Ère d'Ultron (Avengers: Age of Ultron) de Joss Whedon, avec Robert Downey Jr, Chris Evans, Chris Hensworth, Jeremy Renner, Scarlett Johansson, Mark Ruffalo, Aaron Taylor-Johnson, Elizabeth Olsen, Anthony Mackie, Samuel L. Jackson, Don Cheadle, Cobie Smulders et James Spader.

Ce film fait partie de la deuxième phase de l'univers cinématographique Marvel dans laquelle on trouve aussi les films Iron Man 3, Thor : Le Monde des ténèbres, Captain America : Le Soldat de l'hiver et Les Gardiens de la Galaxie et Ant-Man.
- 2018 : Avengers: Infinity War. d'Anthony et Joe Russo, avec Robert Downey Jr, Don Cheadle, Chris Evans, Chris Hemsworth, Jeremy Renner, Scarlett Johansson, Mark Ruffalo, Elizabeth Olsen, Anthony Mackie, Tom Holland, Chadwick Boseman, Benedict Cumberbatch, Chris Pratt, Zoe Saldana, Karen Gillan et Josh Brolin.

Ce film fait partie de la phase 3 de l'univers cinématographique Marvel, qui inclut les films suivants : Captain America: Civil War, Docteur Strange, Les Gardiens de la Galaxie Vol. 2, Thor : Ragnarok, Spider-Man: Homecoming, Black Panther, Ant-Man et la Guêpe, Captain Marvel et Avengers: Endgame
- 2019 : Avengers: Endgame d'Anthony et Joe Russo, avec Robert Downey Jr, Chris Evans, Chris Hemsworth, Jeremy Renner, Scarlett Johansson, Mark Ruffalo, Elizabeth Olsen, Tom Holland, Chadwick Boseman, Benedict Cumberbatch, Chris Pratt, Zoe Saldana, Karen Gillan et Josh Brolin.

### Télévision
- 1966 : The Marvel Super-Heroes
- En 1999, Marvel produit la série d'animation Avengers (The Avengers: United They Stand). Le succès n'est pas au rendez-vous et la série ne connait que 13 épisodes.
- Entre 2010 et 2012, une autre série est diffusée : Avengers : L'Équipe des super-héros (Avengers, Earth's Mightiest Heroes). Elle sera ensuite remplacée par Avengers Rassemblement à partir de 2013.
- Un anime japonais au nom de Marvel Disk Wars: The Avengers a débuté en avril 2014 et la série connait 51 épisodes.
- Un anime japonais au nom de Marvel Future Avengers a débuté en juillet 2017.